# Beck Peak
Beck Peak är en bergstopp i Antarktis. Den ligger i den centrala delen av kontinenten. Nya Zeeland gör anspråk på området. Toppen på Beck Peak är 2 650 meter över havet, eller 1 313 meter över den omgivande terrängen. Bredden vid basen är 4,5 km.
Terrängen runt Beck Peak är varierad. Trakten är obefolkad. Det finns inga samhällen i närheten.